# Dirk De Keyzer

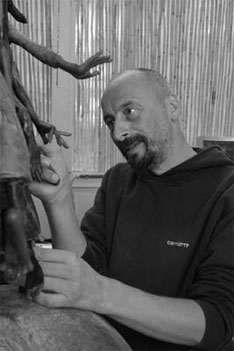
Dirk De Keyzer

Dirk De Keyzer (Sleidinge, 19 december 1958) is een Belgisch kunstenaar. Hij vervaardigt bronzen sculpturen, waarvan enkele te zien zijn op openbare plaatsen in België, Nederland en Duitsland. Zijn bekendste beeld is Grote Zwier op het rond punt van Evergem-Wippelgem.

## Biografie
De Keyzer bracht zijn jeugd door in Wippelgem. Op zijn twintigste startte hij met de opleiding beeldhouwen aan de Koninklijke Academie voor Schone Kunsten in Eeklo onder leiding van Leo De Buysere. Daar ontstond zijn interesse voor bronsgieten. In 1985 startte zijn professionele carrière als beeldhouwer en kunstenaar. De Keyzer heeft geëxposeerd in België, Nederland, Frankrijk, Zweden, Zwitserland, de Verenigde Staten en Libanon. In juli 2010 is er een reportage over hem uitgezonden in het televisieprogramma 1000 zonnen.

## Werk
Het centrale thema in het werk van De Keyzer is "de mens en zijn leefwereld". De personages representeren een mengeling van de culturen in de wereld, en worden met enige humor weergegeven.

## Werken op openbare plaatsen

### België
- Beerse: Pluie de Soleil[6]
- Evergem: De Dorpswachters[7]
- Kaprijke: Tournée Générale[1]
- Kluizen: Koningspaar[7]
- Lembeke
- Nazareth: Te Paard[8]
- Wippelgem: Grote Zwier[7]

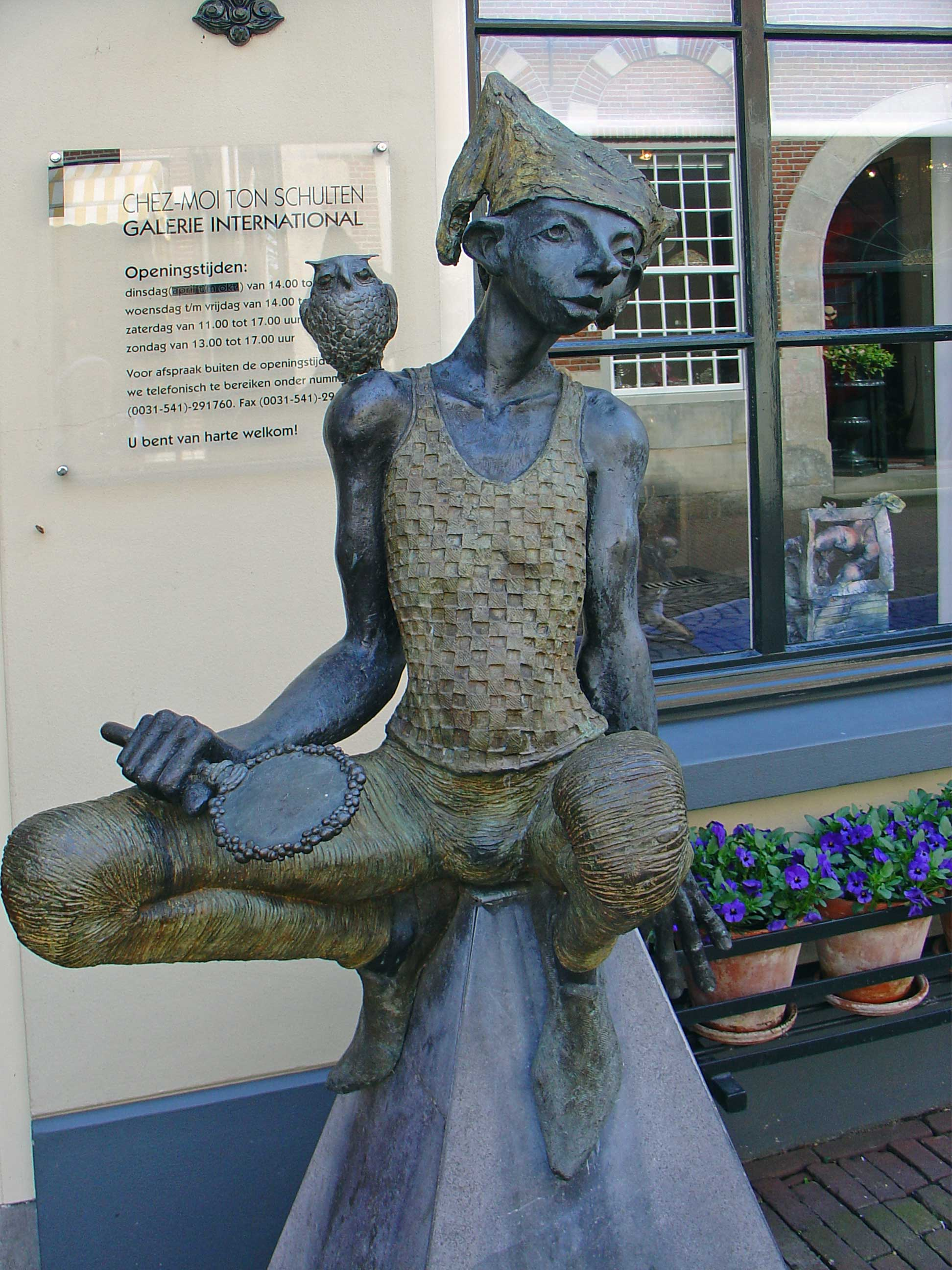
Tijl Uilenspiegel in Ootmarsum

- Watermaal-Bosvoorde: Meisje met viool[9]

### Buitenland
- Meerssen (Nederland): Koningspaar[10]
- Ootmarsum (Nederland): Siepelvrouwtje[11]
- Wietmarschen (Duitsland): Urbrecker[12]